# Меррик (роман)
«Ме́ррик» или «Мерри́к» (англ. Merrick) — седьмой роман из серии «Вампирские хроники» американской писательницы Энн Райс, опубликованный в 2000 году.

## Сюжет
Вампир Дэвид Тальбот обращается к ведьме Меррик, члену секретного общества Таламаска, лидером которого Тальбот был ранее, с просьбой вызвать дух умершей девочки-вампира Клодии для его друга Луи де Пон дю Лака. Клодия была приёмной дочерью Луи, и он не может оправиться после её убийства, совершённого членами бывшего Театра вампиров, предводителями которых был Арман. Меррик соглашается.
Основную часть книги занимают воспоминания Дэвида Тальбота о знакомстве с Меррик, которое произошло ещё до его обращения Лестатом де Лионкуром, их совместных приключениях в джунглях, а также об умершем друге Дэвида Эроне Лайтнере. Тальбот рассказывает о юности Меррик и её жизни с цветным ответвлением семьи Мэйфейр, о её матери Холодной Сандре и старшей сестре Медовой Капли на Солнце.
Меррик вызывает дух Клодии. Клодия обвиняет Луи в своей смерти и пытается убить его, но ей это не удаётся. Поражённый вампир после этого пытается покончить жизнь самоубийством, но его спасает Лестат. Вместе с Меррик, обращённой в вампира, и Дэвидом они уезжают из города.

## Отзывы
Мэттью Фламм, критик The New York Times, написал, что книга мало связана с остальными произведениями серии и что «Райс, кажется, пишет сейчас исключительно для своих фанатов». Ребекка Эшер-Вэльш в еженедельнике Entertainment Weekly оценила роман на 3 и резко раскритиковала язык книги, написав, что «Райс пишет как человек, учивший английский язык много веков назад». На сайте Amazon.com произведение имеет рейтинг 3,4 из 5 возможных. В 2001 году роман был номинирован на премию «Лямбда» как лучший фантастический роман, посвящённый ЛГБТ.

## Персонажи
- Дэвид Тальбот — вампир, обращённый Лестатом. Бывший лидер тайного сообщества Таламаска. Он обращается к Меррик с просьбой вызвать дух Клодии.
- Меррик Мэйфейр — ведьма, представительства цветного ответвления семьи Мэйфейр. Дочь Холодной Сандры, младшая сестра Медовой Капли на Солнце.
- Клодия — вампир, обращённая в раннем детстве Лестатом. Убита членами секты вампира Армана. Её дух вызывает Меррик.
- Лестат де Лионкур — один из сильнейших вампиров на Земле. В романе он отходит от знакомства с Дьяволом, произошедшем в произведении «Мемнох-дьявол».
- Луи де Пон дю Лак — вампир, которого создал Лестат. Не может оправиться после смерти приёмной дочери Клодии и мечтает вызвать её дух.
- Холодная Сандра — мать Медовой Капли на Солнце и Меррик, любовница Мэттью. Была убита вместе со старшей дочерью.
- Медовая Капля на Солнце — дочь Холодной Сандры, старшая сестра Меррик. Указывает Меррик название деревни, в которой спрятаны сокровища.
- Джессика Мириам Ривз — вампир, обращённая Маарет. В прошлом сотрудница Таламаски.
- Эрон Лайтнер — бывший сотрудник Таламаски, друг Дэвида Тальбота.
- Большая Нанэнн — дальняя родственница Меррик, воспитавшая Холодную Сандру и позже саму Меррик.
- Мэттью — любовник Холодной Сандры. Умер после экспедиции в джунгли.